# Русская быстрянка
Русская быстрянка (лат. Alburnoides rossicus) — вид лучепёрых рыб из семейства карповых, ранее классифицируемый как подвид быстрянки. 

## Биологическое описание
Небольшая рыба длиной до 13 см, массой до 9,2 г. Тело высокое, голова маленькая. Чешуя серебристая, некрупная, легко опадающая.
Предпочитает участки рек с быстрым течением (отсюда и название рода - быстрянки). Плавает у поверхности воды. Питается насекомыми, низшими ракообразными, водорослями.

## Ареал
Обитает в бассейнах Днестра, Южного Буга, Днепра, рек Приазовья, Дона, Кубани и Волги. В России встречается в Смоленской, Брянской, Курской и Воронежской областях. Региональный ареал включает верхнее и среднее течения реки Кубани и её левобережные притоки.

## Охрана
Включена в Красную книгу Российской Федерации. Статус «Специально контролируемый» — 7.